# Мижигурскис, Валериюс
Вале́риюс Мижигу́рскис (лит. Valerijus Mižigurskis; 22 апреля 1983, Вильнюс) — литовский футболист, нападающий.

## Клубная карьера
На профессиональном уровне играть начал в 2000 году в вильнюсском «Жальгирисе», также выступал за его фарм-клуб «Полонию». В середине 2002 года перешёл в российский клуб «Спартак» из Москвы, но матчей в Премьер-лиге так и не провёл, сыграл только 7 матчей в первенстве дублёров, в которых забил 2 мяча.
В 2004 перешёл в махачкалинское «Динамо», в составе которого дебютировал в первом же матче против тульского «Арсенала».
После «Динамо» Валериюс скитался по различным клубам Литвы, летом 2008 находился на просмотре во владивостокском клубе «Луч-Энергия», но, так и не подойдя клубу, перешёл в казахстанский «Кайсар».
С лета 2009 года игрок «Ордабасы». В 2010 году вернулся в Литву, а в 2011 году играл за эстонскую «Левадию».
В сборной Литвы дебютировал 31 мая 2008 года в матче против Эстонии и забил в этой игре победный гол (1:0). Также принял участие ещё в одной игре, 4 июня 2008 года против России.
После окончания игровой карьеры стал футбольным агентом.